# Campionati mondiali di sollevamento pesi 2026
I Campionati mondiali di sollevamento pesi 2026 saranno la 91ª edizione maschile e la 34ª femminile della manifestazione e si svolgeranno a Ningbo, in Cina, nel 2026.
L'impianto dove si svolgerà la manifestazione sarà il Ningbo Olympic Sports Center, completato nel 2019, dalla capacità di 10 000 spettatori.
Sarà la seconda volta che la Cina ospiterà un'edizione dei campionati mondiali dopo quella del 1995 disputata a Canton. La scelta della sede si è svolta a Doha, nel Qatar, il 3 dicembre 2023, sei mesi dopo la decisione di organizzare i campionati mondiali del 2024.